# Avant-poste lunaire
Pour les articles homonymes, voir Avant-poste.

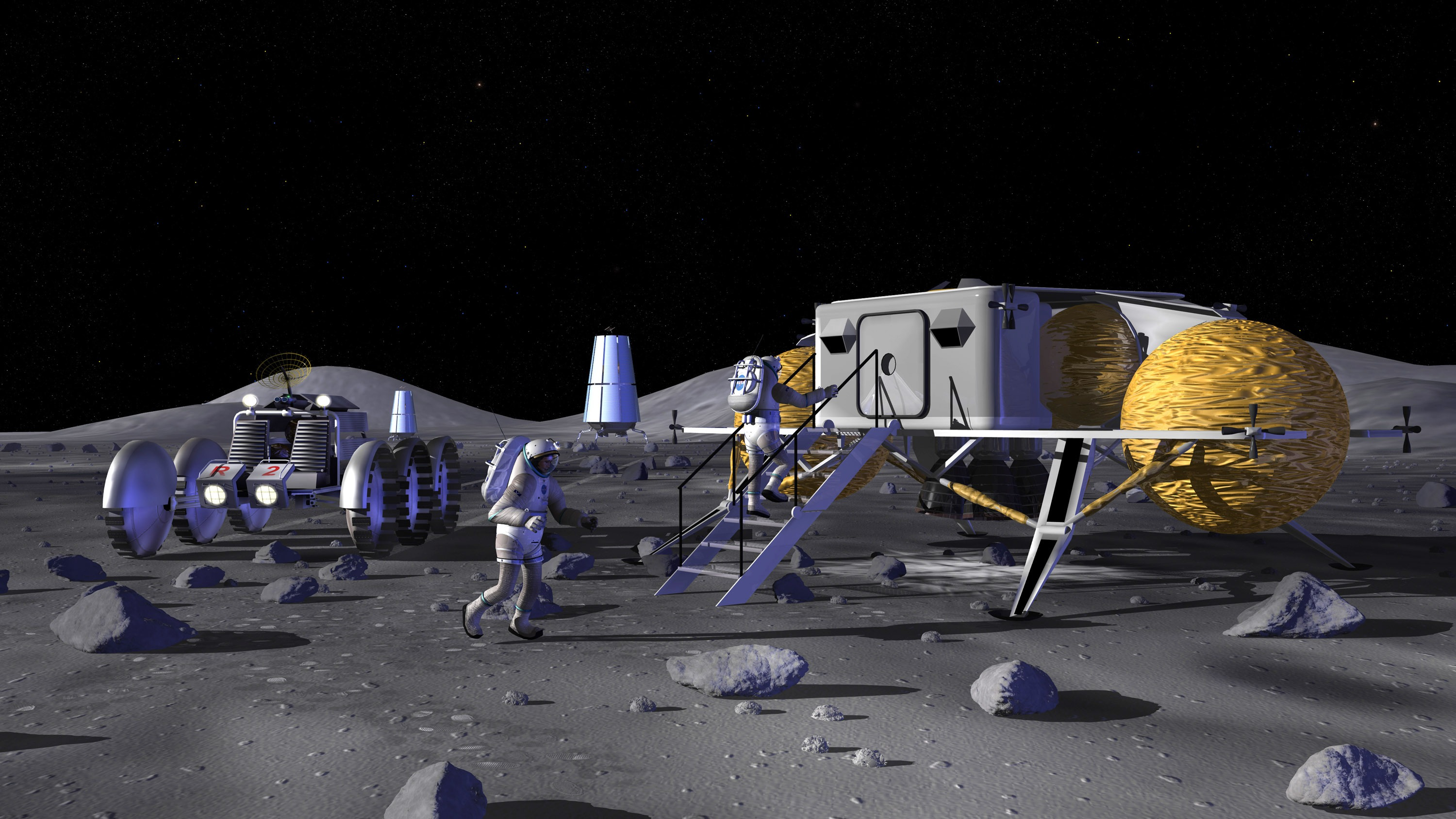
Astronautes entrant dans le module pressurisé de l'avant-poste lunaire (vue d'artiste 2006).

L’avant-poste lunaire était un des éléments du programme spatial « Vision for Space Exploration » proposé par George W. Bush en 2004. Selon l'étude réalisée par la NASA en 2006 pour implémenter ce programme, l'avant-poste devait être une installation située près d'un des deux pôles de la Lune. Il devait être occupé par les astronautes de manière permanente pour des périodes pouvant aller jusqu'à 6 mois. La NASA avait planifié initialement d'édifier cet avant-poste sur une période de cinq ans entre 2019 et 2024. Le projet Constellation lancé par la NASA pour mettre en application le programme lunaire habité a été annulé en février 2010 pour des raisons budgétaires.